# Pedro Górgia
Pedro Miguel da Fonseca Teixeira de Oliveira, mais conhecido por Pedro Górgia (Angola, 20 de março 1973), é um ator português. 

## Percurso
Iniciou a sua actividade teatral no Grupo de Teatro de Carnide em 1991.
Após ter frequentado o Curso de Formação de Actores do Fundo Social Europeu, e já como actor profissional, começou a trabalhar com o Teatro de Animação Os Papa-Léguas, onde participou em diversos espectáculos para a infância.
Após um primeiro trabalho para televisão, no elenco principal da novela Primeiro Amor, em 1995, parte para Saragoça onde trabalha com Luigi Ottoni na montagem de Os Enamorados de Goldoni no Teatro Principal de Saragoça.
De volta a Portugal encarnou o papel de Salvador Dali enquanto jovem para o espectáculo Freud! Feche a Porta! no Teatro Nacional D.Maria II.
Participou no espectáculo Peregrinação para a Expo '98 com o Rinoceronte do grupo francês
Royal Deluxe.
Em 99 participou em duas peças levadas a cena no Teatro da Trindade: Nã Há Nada Que Se Coma com enc. de Rui Luís Brás e Zowie de Sergi Pompermeyer. Nesse mesmo ano esteve
em Joana Está Na Lua de Pascal Sanvic, projecto da companhia Lua Cheia, com quem trabalhará nos anos seguintes.
Em 2000 esteve na Casa do Artista com Trainspotting. Em 2004 encenou o seu primeiro espectáculo Quando o Jantar Bate À Porta e em 2005 foi Einstein em Picasso e Einstein de Steve Martin, com encenação de Rui Mendes.
Em 2006 criou e encenou o espectáculo de comédia física Como Tornar-Se Num Foar-da-Lei de Sucesso (Em 10 Breves Lições), estreado no Teatro da Trindade (Lisboa).
Em Saragoça participou do I Curso Internacional de Técnica Clown pela NASÚ. Frequentou estágios e workshops com, entre outros, Marcel.li Antuñez (La Fura dels Baus e Los Rinos), Filipe Crawford (Mímica e Pantomima), John Mowat e Elliot (Teatro Físico) e ainda Esgrima Artística pela Academia Internacional de Armas.

## Televisão
- 2025- "Diretor Acácio" em Carlitos e Henriqueta, série, Elenco Principal, TVI
- 2025 - "Realizador Novela" em Vizinhos Para Sempre, série, Elenco adicional, TVI
- 2017 -" Simone" em Filha da Lei, série, Elenco adicional, RTP1
- 2014/2015 - "Xico Pastor" em Jardins Proibidos, novela, TVI
- 2013/2014 - "João Carlos Pureza" em I Love It - TVI
- 2012/2013 - "Henrique Antunes (Riky)" em Louco Amor - TVI
- 2010 - "Alexandre Proença" em Espírito Indomável - TVI
- 2007/2008 - "Cristiano Miranda" em Fascínios - TVI
- 2006/2007 – “Paulo Antunes” em “Morangos com Açúcar (4.ª série) – TVI
- 2005 – “Miguel Ângelo” em “Mundo Meu”, TVI
- 2004/2006 - “Miguel” em “O Jogo”, SIC
- 2004 - "Argemiro" em "Sítio do Picapau Amarelo", Série, Rede Globo
- 2003/2004 – “Gualdino Júnior” em “Queridas Feras”, TVI
- 2002/2003 – “Luís” em “O Último Beijo”, TVI
- 2002 - “Dr Álvaro” em “Lusitana Paixão”, RTP1
- 2002 – “André” em “Nunca Digas Adeus”, TVI
- 2001 - “Fénomeno”, série, Minimaidéia, RTP2
- 2000 – “João” em “Super Pai”, TVI
- 2000/2001 - “Xico Pastor” em “Jardins Proibidos”, TVI
- 2000 - “O Conde D'Abranhos”, RTP1
- 1999 - “Gorjão” em “Esquadra de Polícia”, RTP1
- 1998 – “Jornalistas”, SIC
- 1997 – “Joaquim” em “Ballet Rose”, RTP1
- 1996/1997 - "Leonel" em "Filhos do Vento", RTP1
- 1996 – “Isidoro” em “Polícias”, RTP1
- 1995 – “Benjamim” em “Primeiro Amor”, RTP1

## Teatro
- 2011 - Digressão de "O Bom Ladrão", de Conor McPherson, estreado em março, no Auditório Carlos Paredes, em Lisboa.
- 2006 – Criação/ Encenação espectáculo “Como Tornar-Se Num Fora-da-Lei de Sucesso (em 10 Breves Lições)”, estreado no Teatro da Trindade em Abril.
- 2005 – Digressão de “Picasso e Einstein” – Vila Real, Figueira da Foz, Porto, Torres Vedras, Coimbra, P. Delgada, Viseu, etc
- 2004 – Encenação de “Quando o Jantar Bate à Porta” a partir de “The Eaters” de Peter Milligam, Santiago Alquimista; “Einstein” em “Picasso e Einstein” de Steve Martin, encenação de Rui Mendes no Teatro da Trindade
- 2000 a 2004 – Espectáculos para a infância com a companhia "Lua Cheia"
- 2000 – “Trainspotting”, a partir da obra de Irvine Welsh, Casa do Artista; “Joana Está na Lua” de Pascal Sanvic, digressão pelo país e espectáculos em Lisboa (CCB e Teatro Taborda)
- 1999 – “Não Há Nada Que Se Coma – Parte II”, encenação de Rui Luís Brás no Teatro da Trindade; “Zowie” de Sergi Pompermeyer, encenação de João Ricardo, umprojecto da Fábrica de Peças no Teatro da Trindade; “Joana Está Na Lua” de Pascal Sanvic, um projecto Lua Cheia estreado no Instituto Franco Português; “O Efeito dos Raio Gama nas Margaridas do Campo” de Paul Zindel, encenação de Roberto Cordovanni no Casino do Estoril
- 1998 – Espectáculo “Rinicêros” do grupo francês Royal Deluxe para a EXPO98; “Freud! Feche a Porta!” de Terry Johnson, dirigido por Paulo Matos para a Sala-Estúdio do Teatro Nacional D.Maria II
- 1997 – “A Menina do Mar” de Sofia de Mello Breyner, companhia Lua Cheia, CCB; Espectáculo “Qualquer Um de Nós” de Pedro S. Guimarães, dirigido por André Gago, Auditório Carlos Paredes; Espectáculo “Satel.lits Obcens” dirigido por Marcel.li Antuñez para o encerramento do Festival Atlântico de Lisboa; “O Ogre Vagaroso”, companhia Lua Cheia, Festival Art`Imagem, Porto
- 1996 – Participação na montagem de “Os Enamorados” de Goldoni, dirigido por Luigi Ottoni, Teatro Principal de Saragoça; Espectáculo “O País-Sem-Sons”, Auditório Carlos Lopes
- 1995 – “Espectáculo Infantil Interdito a Crianças”, Julho, Cinearte/ A Barraca, grupo “La Minuta”; “A Elegia da Santa Guerra”, Janeiro, Teatro da Trindade, Teatro de Animação “Os Papa-Léguas”
- 1994 – “O Dragão Cor de Framboesa”, encenação de João Ricardo, Dezembro, Teatro de Carnide; “OK-KO”, Outubro, Teatro da Trindade, Teatro de Animação “Os Papa-Léguas”; “Cismeninha e Inês Pereira”, Abril, Teatro da Trindade, Teatro de Animação “Os Papa-Léguas”
- 1993 – “Felizmente Há Luar” de Luís de Sttau Monteiro, encenação de Artur Ramos, gravada para a RTP nas ruínas do Chiado; “O Retábulo da Peste” de Ingmar Bergman, encenação Mário Jorge, Teatro-Estúdio “Os Papa-Léguas”
- 1992 – “A Menina Inês” a partir d`”A Farsa de Inês Pereira” de Gil Vicente, Teatro de Carnide

## Filmografia
- Um Funeral à Chuva (2010)

## Ligações Externas
- Pedro Górgia. no IMDb.